# Crotophaginae
Sous-famille
La sous-famille des Crotophaginae regroupe deux genres et quatre espèces d'oiseaux des Amériques appartenant à la famille des cuculidae.

## Liste alphabétique des genres
Selon Alan P. Peterson :
- Crotophaga (f.) Linnaeus, 1758
- Guira (f.) Lesson, 1830

## Liste des espèces
Liste des espèces valide selon la classification de référence (version 2.2, 2009) du Congrès ornithologique international (ordre phylogénique) :
- Guira guira – Guira cantara
- Crotophaga major – Ani des palétuviers
- Crotophaga ani – Ani à bec lisse
- Crotophaga sulcirostris – Ani à bec cannelé